# Узин (Ивано-Франковская область)
Узи́н (укр. Узин) — село в Ивано-Франковской городской общине Ивано-Франковского района Ивано-Франковской области Украины.
Население по переписи 2001 года составляло 927 человек. Занимает площадь 12,4 км². Почтовый индекс — 77434. Телефонный код — 03436.